# 494 до н. е.

## Події
- Відбулася вирішальна битва Іонійського повстання — морська битва біля острова Ладе (неподалік від Мілета), в якій ахеменідський флот розгромив союзні сили грецьких повстанців. Після цього перси після облоги взяли найзначніший центр повстанського руху — Мілет та інші повсталі міста[1][2].
- Перемога спартанського царя Клеомена над аргосцями під Сепеєю.
- Початок тиранії Анаксілая в Регії, Велика Греція.
- Встановлення посад народних трибунів у Римській Республіці.